# Gesine Krüger (Medizinerin)

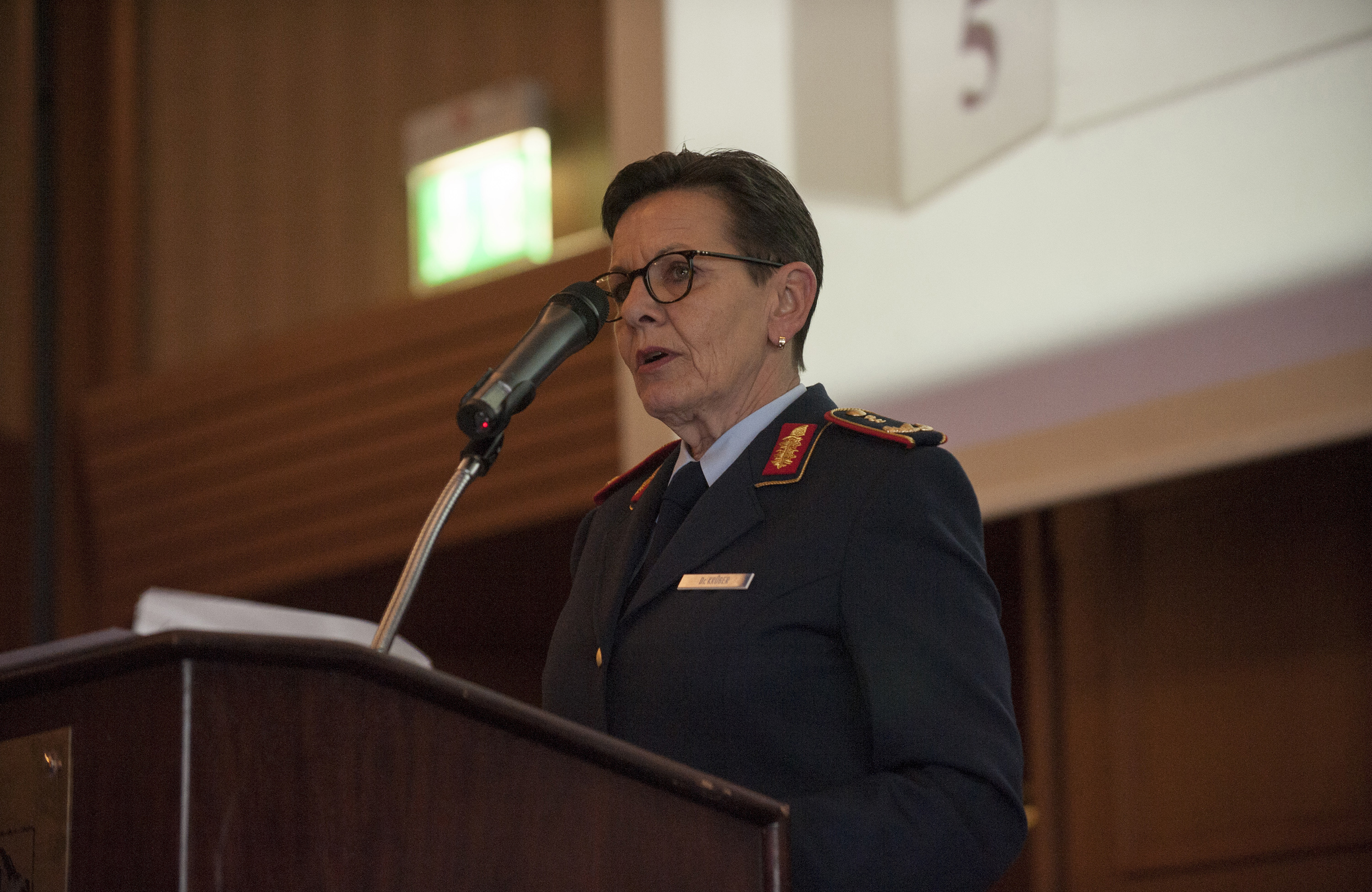
Gesine Krüger, 2016

Gesine Krüger (* 25. Februar 1959 in Helmstedt) ist eine Ärztin und Generalstabsarzt des Zentralen Sanitätsdienstes der Bundeswehr im Ruhestand. Zuletzt war sie Kommandeurin der Sanitätsakademie der Bundeswehr.

## Leben
Nach ihrem Abitur 1977 in Meckenheim absolvierte Krüger eine Ausbildung zur Arzthelferin am Petruskrankenhaus im nahegelegenen Bonn und studierte von 1980 bis 1986 Humanmedizin an der dortigen Rheinischen Friedrich-Wilhelms-Universität.
1987 trat sie in die Bundeswehr als Stabsarzt und Truppenärztin beim Jagdbombergeschwader 31 „Boelcke“ in Kerpen ein und absolvierte 1989 eine Weiterbildung als Assistenzärztin im Bereich Chirurgie im Bundeswehrkrankenhaus in Hamm und im Bereich Innere Medizin im Bundeswehrzentralkrankenhaus Koblenz. 1992 wurde sie zur Fachärztin für Allgemeinmedizin ernannt und ging als Staffelchefin der Luftwaffensanitätsstaffel beim Jagdbombergeschwader 35 nach Sobernheim.
Beförderungen
- 1987 Stabsarzt
- 1989 Oberstabsarzt
- 1992 Oberfeldarzt
- 2001 Oberstarzt
- 2015 Generalarzt
- 2016 Generalstabsarzt

Von 1994 bis 1995 war Krüger Leiterin des Standortsanitätszentrums am Standort Heide und absolvierte in der gleichen Zeit die Ausbildung zur Rettungsmedizinerin; danach übernahm sie bis 1996 die Luftwaffensanitätsstaffel im III./Luftwaffenausbildungsregiment 1, ebenfalls in Heide. Danach arbeitete sie als Referentin für Ausbildungsangelegenheiten des nichtärztlichen Sanitätspersonals und Ausbildungsvorschriften im Bundesministerium der Verteidigung in Bonn und anschließend als Referentin im Bereich der Presse- und Öffentlichkeitsarbeit, wo sie unter anderem mit der Bearbeitung von Eingaben an den Wehrbeauftragten befasst war; 1998 wurde sie zudem Fliegerärztin. An ihre ministeriellen Verwendungen schloss sich von 2001 bis 2005 die der Divisionsärztin der 3. Luftwaffendivision in Berlin-Gatow an.
Während der Zeit als Divisionsärztin war sie 2002 und 2003 als Medical Advisor und im SFOR-Kontingent im Feldlager Butmir in Sarajevo eingesetzt. 2005 übernahm Krüger die Aufgaben der Abteilungsleiterin G3 im Sanitätskommando II im rheinland-pfälzischen Diez, 2007 folgte ein weiterer Auslandseinsatz als Kommandeurin des Sanitätseinsatzverbandes im EUFOR-Kontingent, wiederum in Sarajevo. 2008 kehrte sie ins Rheinland zurück. Bis 2010 war sie Abteilungsleiterin für fachdienstliche Angelegenheiten bei der Dienststelle Generalarzt der Luftwaffe in Siegburg, danach bis 2013 Leitender Sanitätsoffizier des Luftwaffenführungskommandos in Köln-Wahn. 2011 bis 2012 absolvierte sie den 119. Senior-Course am NATO Defense College in Rom und war von 2013 bis 2014 Generalärztin der Streitkräftebasis in Bonn.
Am 1. Juli 2014 wechselte Krüger ins Kommando Regionale Sanitätsdienstliche Unterstützung nach Diez und wurde 2015 zum Generalarzt ernannt.
Am 12. Mai 2016 übernahm sie von Generalstabsarzt Erika Franke das Kommando über die Sanitätsakademie der Bundeswehr in München. Auf diesem Dienstposten wurde sie auch zum Generalstabsarzt befördert. Sie ist nach Erika Franke erst die zweite Frau, die diesen Dienstgrad in der Bundeswehr erreicht hat. 2021 erhielt sie den Bayerischen Verdienstorden. Am 15. Dezember 2021 wurde das Kommando über die Sanitätsakademie der Bundeswehr an Krügers Nachfolger Hans-Ulrich Holtherm übergeben. Sie trat zum Jahresende 2021 in den Ruhestand.

## Privates
Krüger ist verheiratet.